# پارک ملی کانائیما
پارک ملی کانایما (اسپانیایی: Parque Nacional Canaima‎) یک پارک ملی در ایالت بولیوار، ونزوئلا است.
این پارک که در سال ۱۹۶۲ تأسیس شده دارای ۳۰٬۰۰۰ هزار کیلومتر مربع مساحت می‌باشد و در سال ۱۹۹۴ در فهرست میراث جهانی یونسکو ثبت شده‌است.

## جانوران
- آرمادیلوی غول‌پیکر (Priodontes maximus)
- شنگ بزرگ (Pteronura brasiliensis)
- مورچه‌خوار بزرگ (Myrmecophaga tridactyla)
- شیر کوهی (Puma concolor)
- جگوار (Panthera onca)
- تنبل دوپنجه لینه (Choloepus didactylus)
- صورت سفید (Pithecia pithecia)
- Brown-backed bearded saki (Chiropotes israelita)
- Roraima mouse (Podoxymys roraimae)
- موش‌صاریغ تایلر (Marmosa tyleriana)
- عقاب هارپی (Harpia harpyja)
- مکائو کتف‌سبز (Diopsittaca nobilis)
- Dusky parrot (Pionus fuscus)
- قورباغه زهرآگین خط زرد (Dendrobates leucomelas)
- ایگوانای سبز (Iguana iguana)
- مرغ مگس (Trochilinae)
- توکان (Ramphastidae).
- South American bushmaster (Lachesis muta)

## نگارخانه

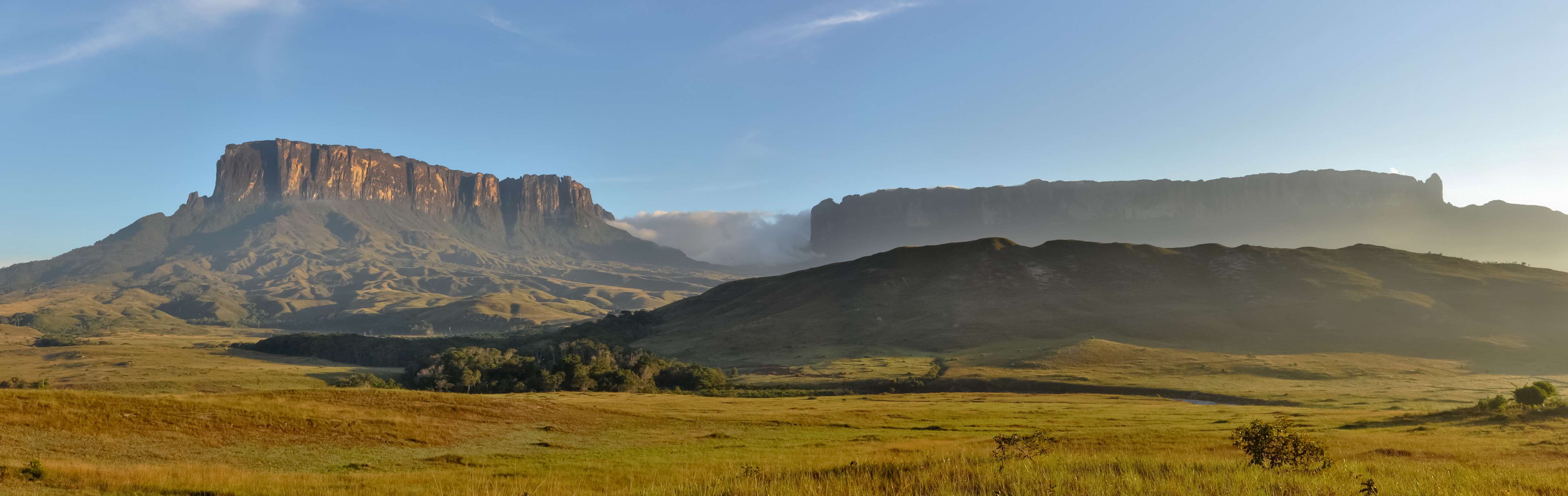
View of the tepui, Kukenan and Roraima, in the Gran Sabana.
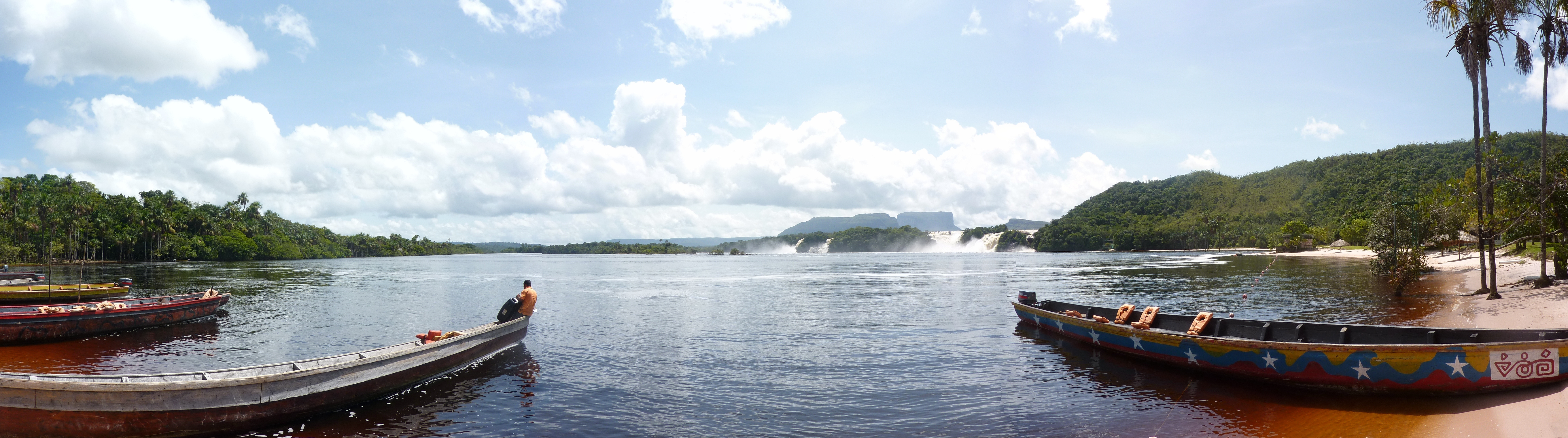
Canaima Lagoon panoramic
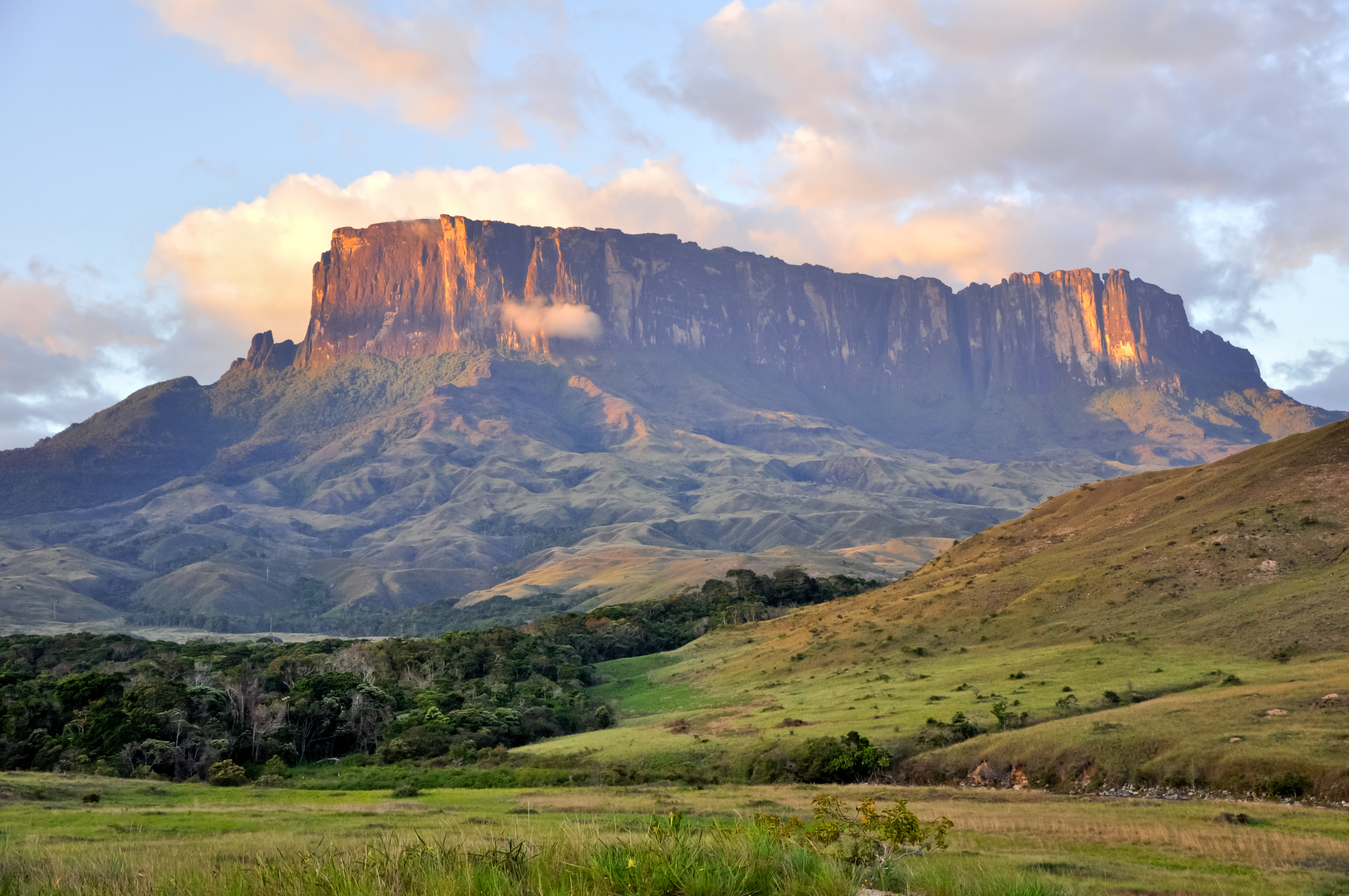
Kukenan Sunset
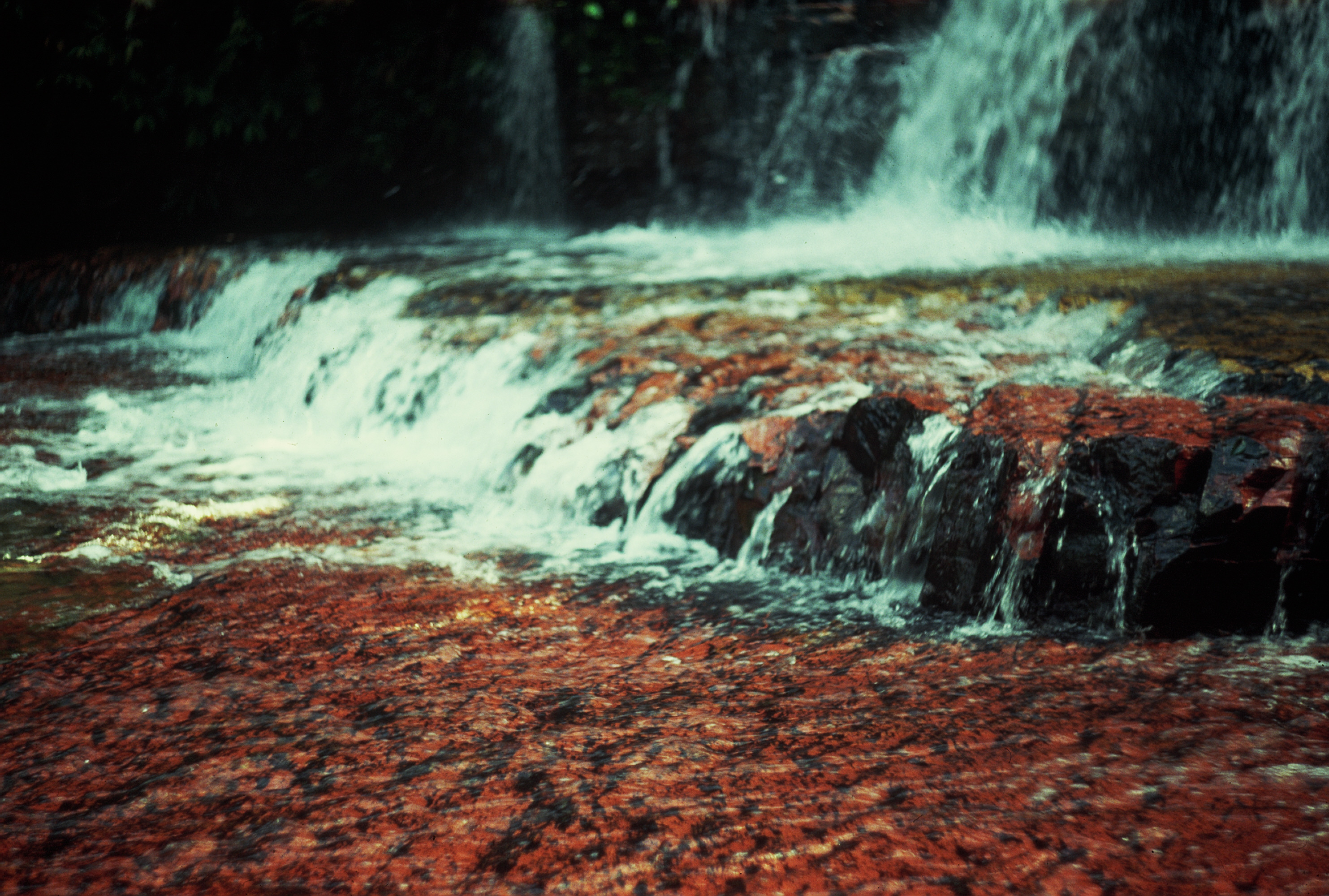
Jasper's Creek
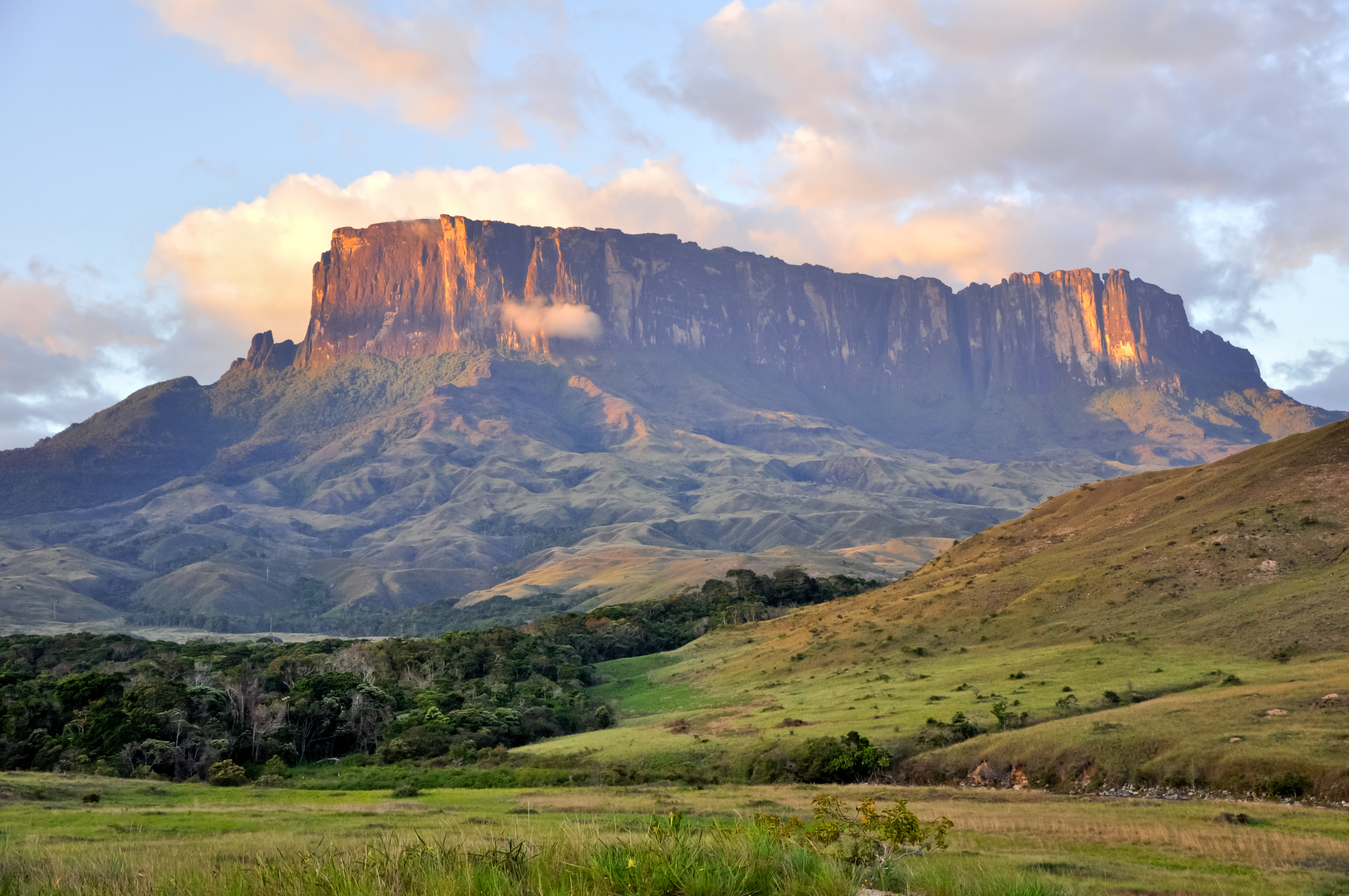
Mount Roraima
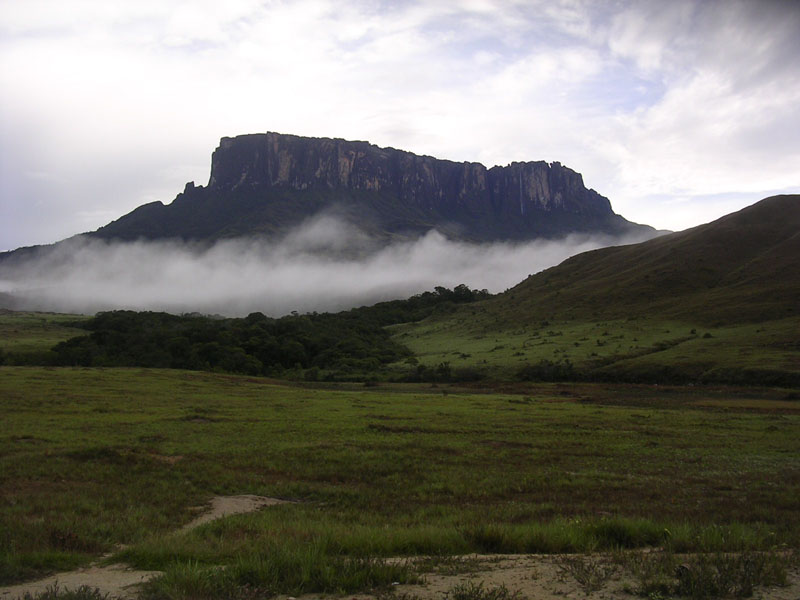
Kukenan Tepui
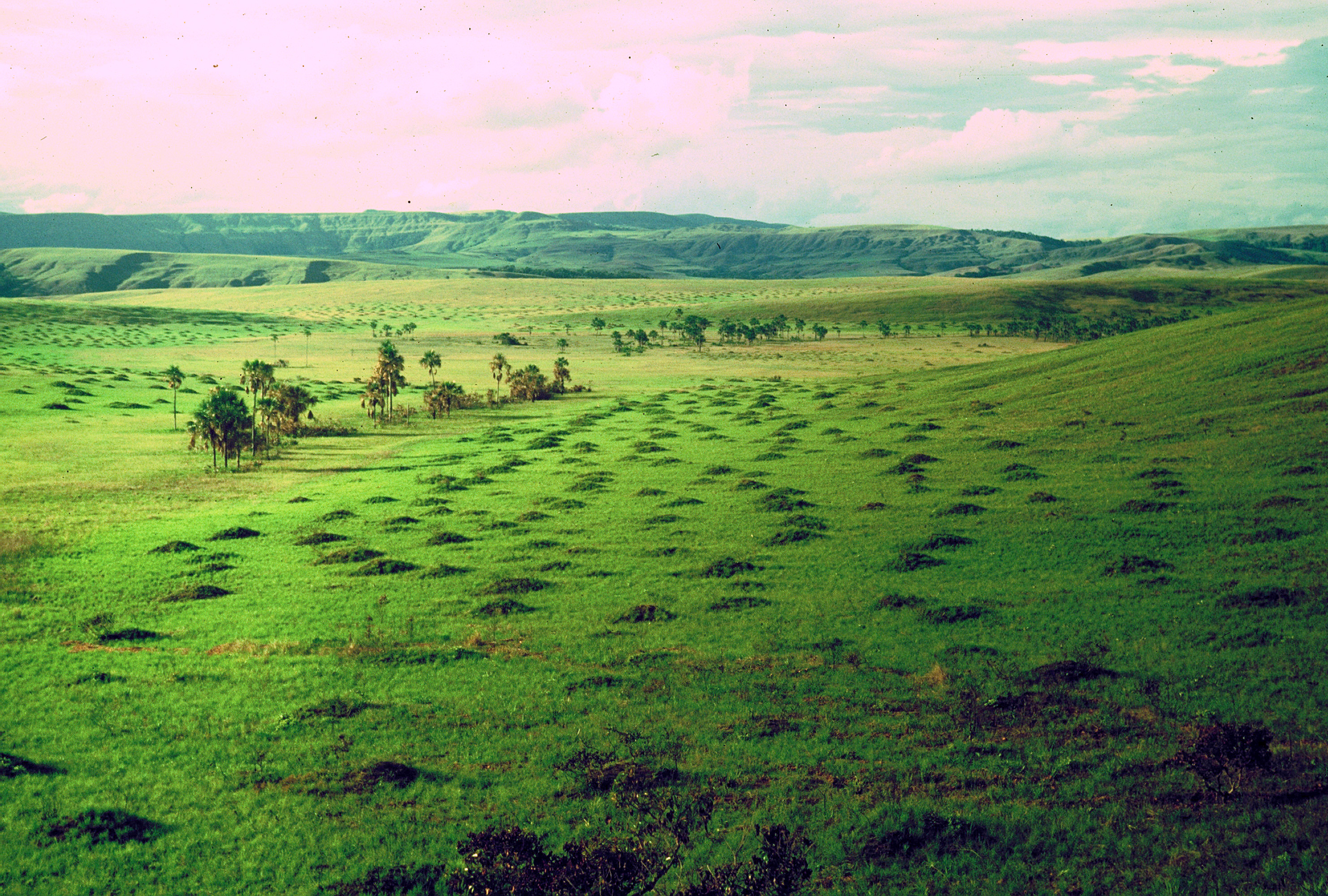
La Gran Sabana
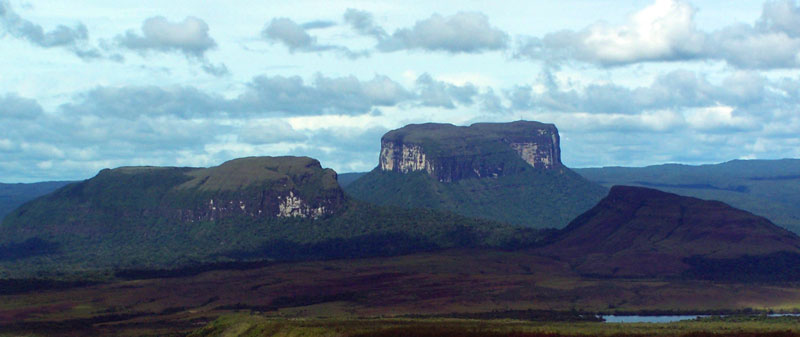
Tepuies in Canaima
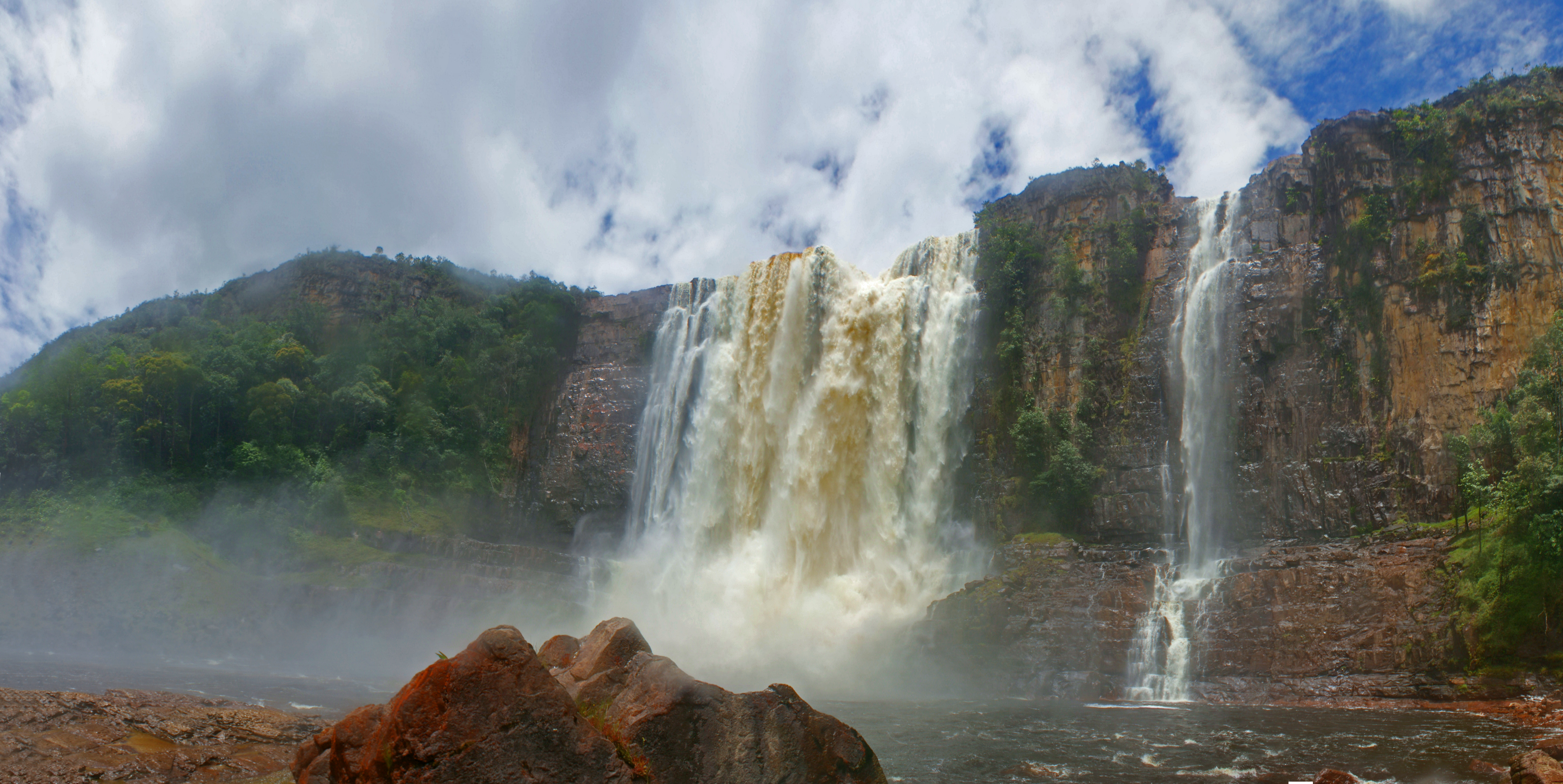
Chinak-Meru
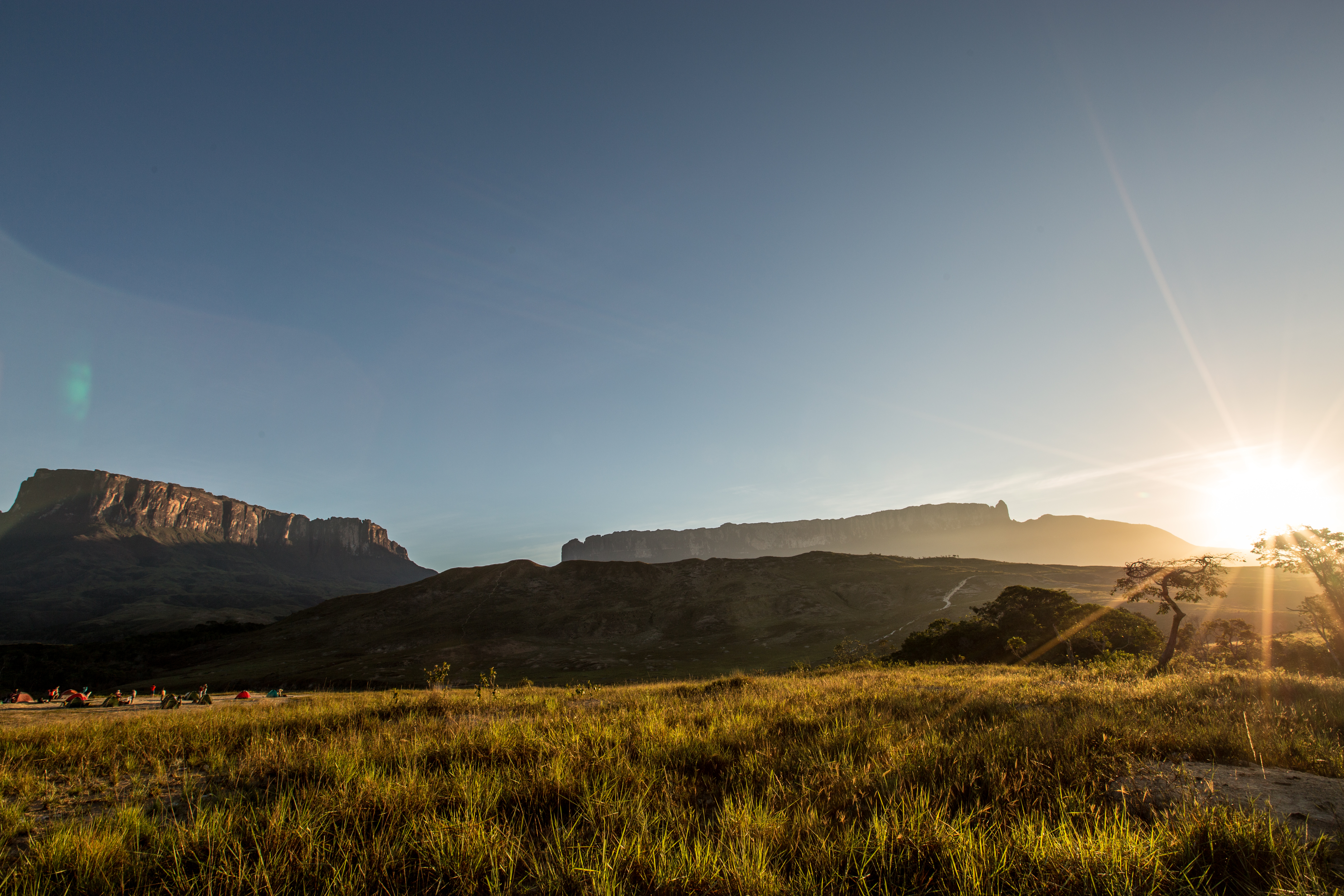
Mount Roraima in the سپر گویان
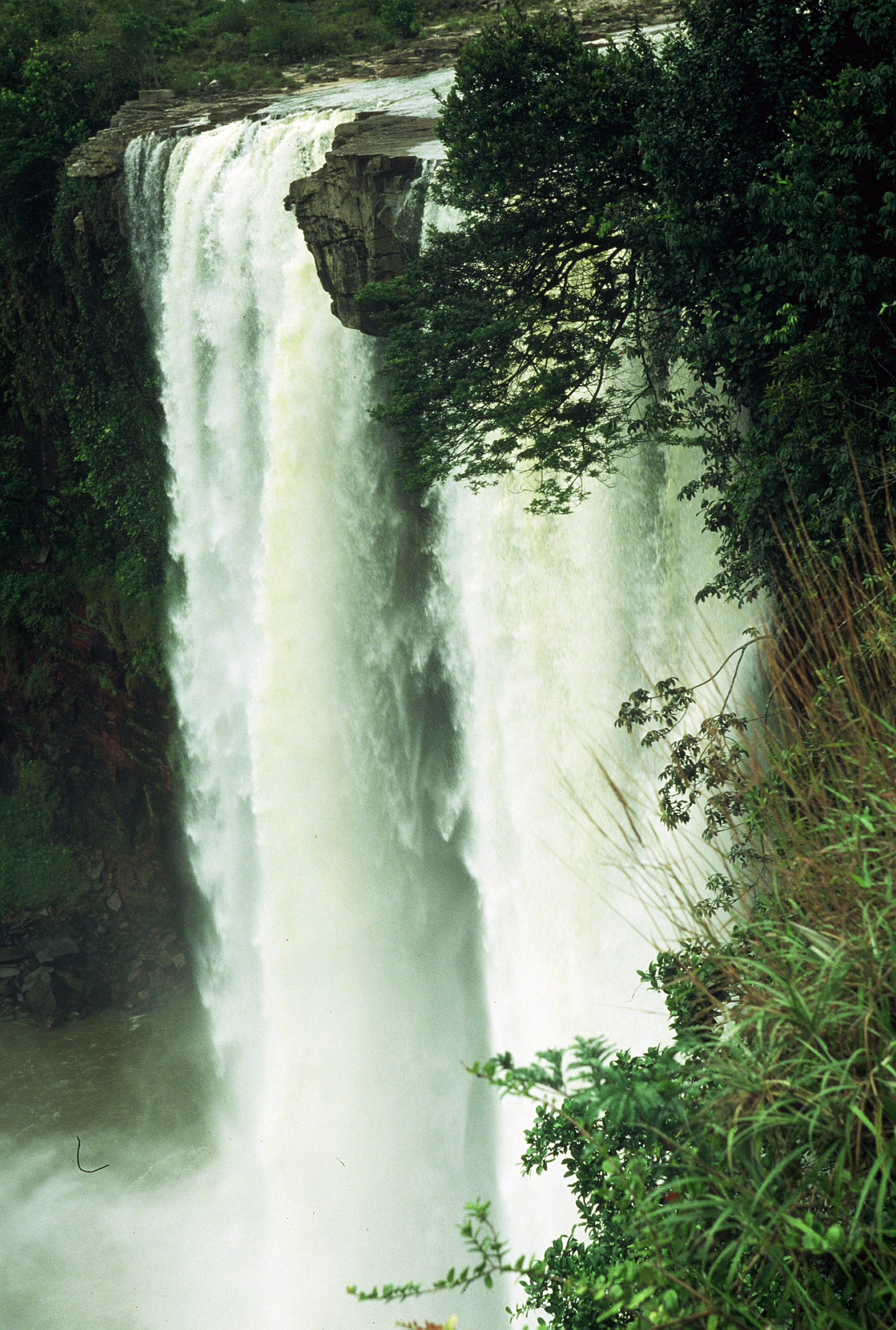
Kamá Falls
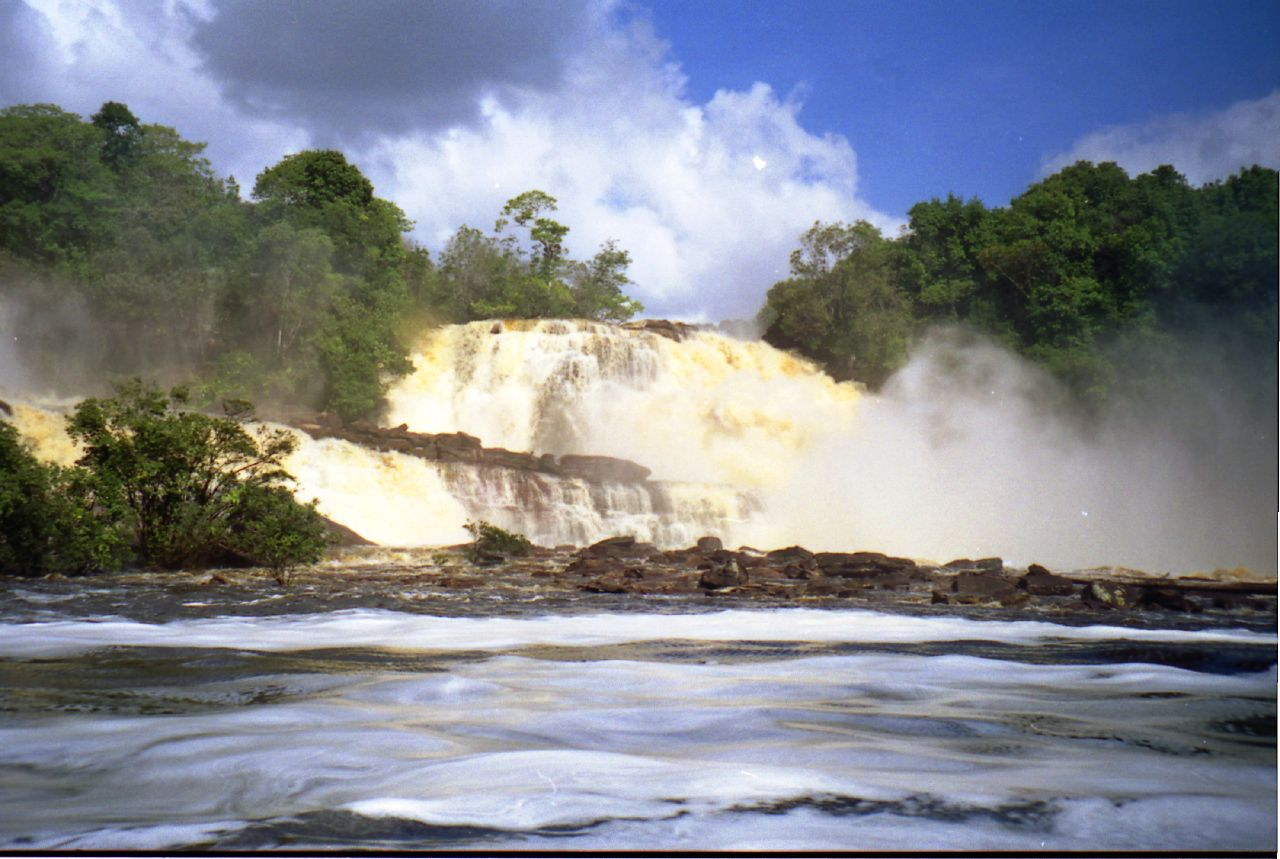
Waterfalls of Canaima
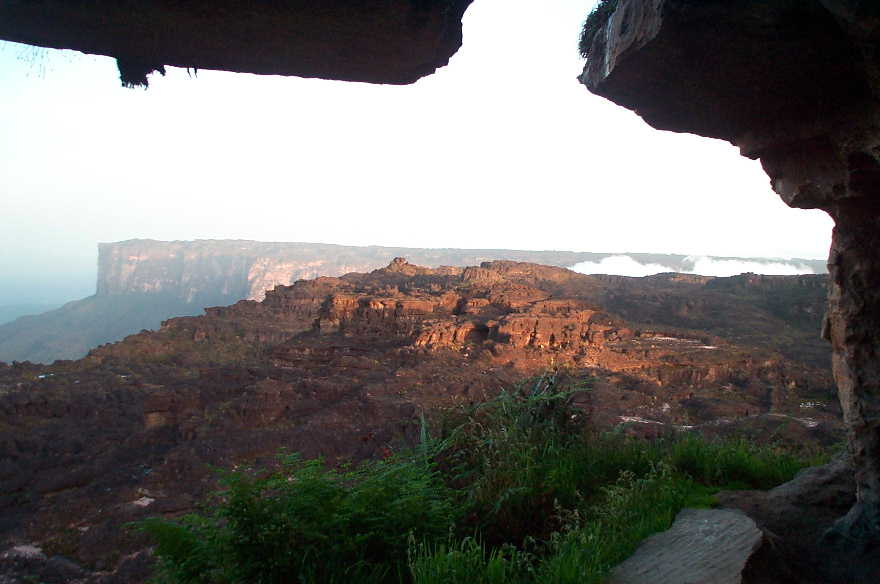
Kukenan Tepui
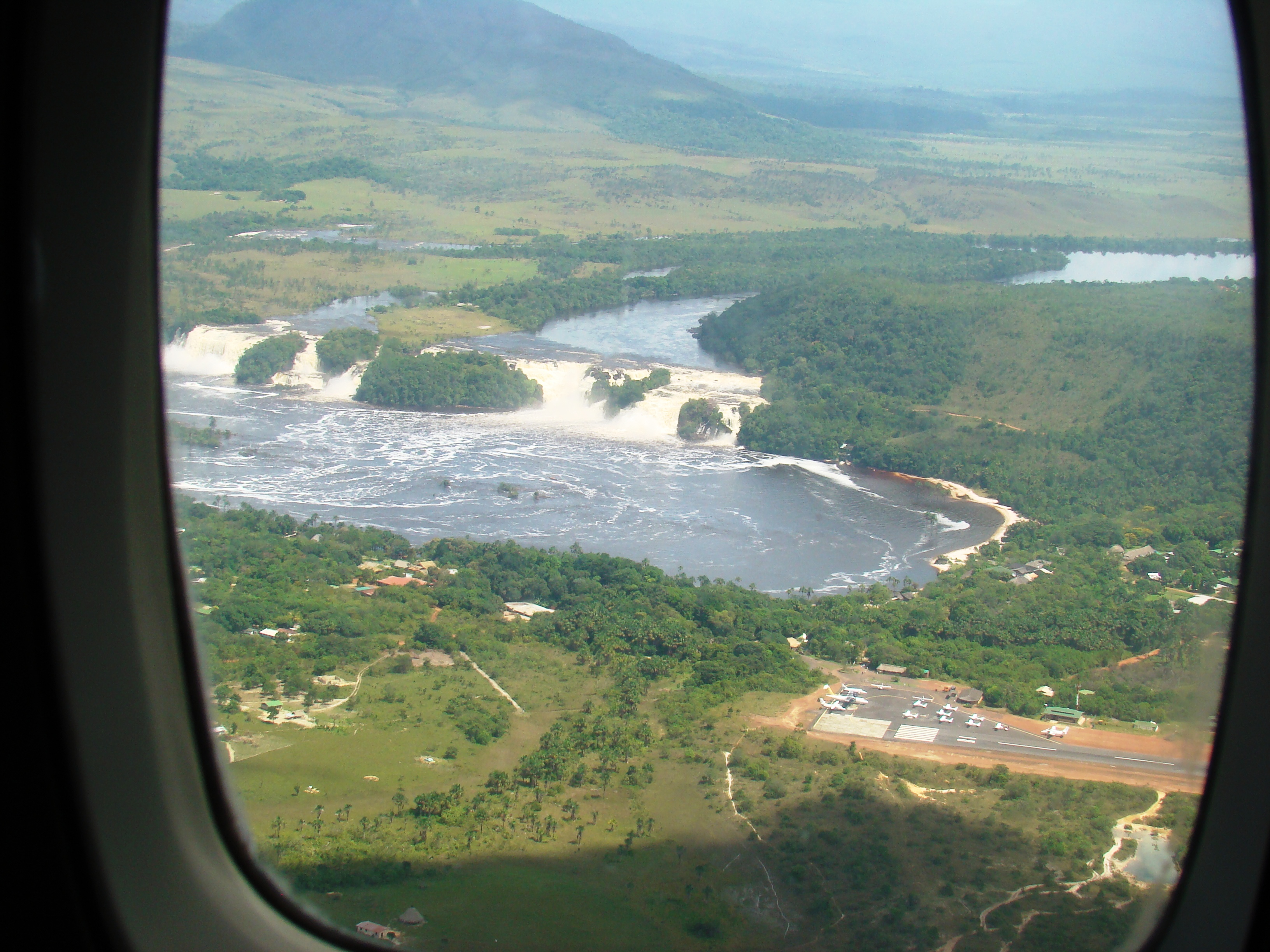
View from inbound plane of Canaima Lagoon, Saltos Golondrina, Saltos Ucaima and the airstrip
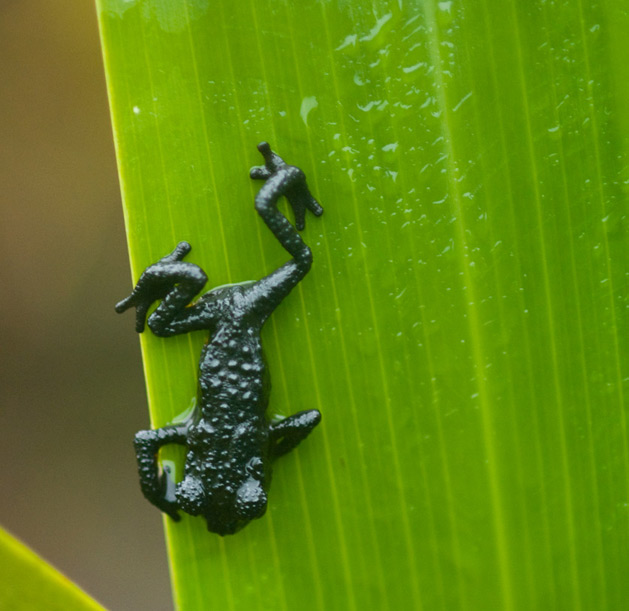
Roraima black frog - Oreophrynella quelchii